# نظریه فیلم روانکاوانه
مفهوم روانکاروانه در فیلم به طرق متعددی بکار رفته است. به هر حال، در سالهای ۱۹۷۰ و ۱۹۸۰ پیشرفت تئوریهایی که از نظریات بسط یافته توسط ژاک لاکان بود، دیده شد و آنها را در حوزه نمایش فیلم وارد کرد.
بیننده فیلم به عنوان سوژه فرایند زل زدن، در سطح گستره خود را به وسیله فیلم بنا می‌کند به گونه‌ای که هر چیزی که بر پرده نمایش می‌بیند به عنوان میل این سوژه تبدیل به آبژه ای مستقل می‌شود. در واقع لاکان درباره این صحبت می‌کند که که میل به هر چیز در حقیقت میل به میل آن چیز است.
نظریه سوژه ممکن است هویتهای مشخصی را از آنچه می‌بیند پیشنهاد کند (غالبا با مردانگی همراه است). تاکید این تئوری بر اینست که میل سوژه برای کمال توسط تصویر ارائه شده توسط فیلم می‌تواند شکل گیرد.

## مراجع
- http://en.wikipedia.org/wiki/Psychoanalytical_film_theory
- نظریه فیلم / رابرت استم؛ ترجمه گروه مترجمان؛ به کوشش احسان نوروزی. -تهران:سوره مهر (حوزه هنری سازمان تبلیغات اسلامی)، ۱۳۸۳ - شابک: ۹۶۴-۴۷۱-۹۲۲- ۰۹۳۵۶۴۷۱۴۳۳